# Henriette Dorothea von Oettingen-Oettingen
Henriette Dorothea von Oettingen-Oettingen (* 14. Februar 1672 in Oettingen; † 18. Mai 1728 in Idstein) war eine deutsche Adlige aus dem Haus Oettingen-Oettingen und durch Heirat Fürstin von Nassau-Idstein.

## Leben
Henriette Dorothea war die Tochter von Albrecht Ernst I. von Oettingen-Oettingen und Christine Friederike von Württemberg. Sie entstammte dem hochadeligen schwäbisch-fränkischen Haus Oettingen, das im Heiligen Römischen Reich reichsunmittelbar war.
Am 22. oder 26. Oktober bzw. 22. November 1688 heiratete sie in Kirchheim unter Teck (nach anderen Quellen in Darmstadt) den Fürsten Georg August Samuel von Nassau-Idstein (1665–1721), mit dem sie mehrere Kinder hatte. Ihr Ehemann regierte die kleine nassauische Nebenlinie in Idstein, heute im Bundesland Hessen gelegen. Zu ihrem Hofstaat zählte von 1696/97 bis 1701/02 Maria Barbara von Neuhaus als Oberhofmeisterin, die nach ihrer Zeit am Hofe Nassau-Idstein in gleicher Funktion an den Hof in Oettingen wechselte.
Nach dem Tod ihres Mannes im Jahr 1721 lebte sie weiterhin am Hof in Idstein bzw. Wiesbaden und verstarb am 18. Mai 1728. Sie wurde in der Fürstengruft der Unionskirche in Idstein beigesetzt.

## Nachkommen
Aus der Ehe mit Georg August Samuel gingen mehrere Kinder hervor, darunter:
- Christiane Luise (* 1691; † 1723), ⚭ 1709 Georg Albrecht, Fürst von Ostfriesland[3]
- Henriette Charlotte (* 1693; † 1734), ⚭ 1711 Moritz Wilhelm von Sachsen-Merseburg
- Albertine Juliane (* 1698; † 1722)
- Auguste Friederike (* 1699; † 1750), ⚭ 1724 Karl August von Nassau-Weilburg
- Johanna Wilhelmine (* 1700; † 1756), ⚭ Simon Henrich Adolf zur Lippe, regierende Gräfin von Lippe-Detmold

## Erinnerung
Zu ihren Ehren wurde möglicherweise der Henriettenthaler Hof bei Wiesbaden benannt. Diese Namensverleihung ist in der älteren Literatur über das höfische Leben in Nassau-Idstein überliefert, wenngleich ohne eindeutige urkundliche Bestätigung.